# Reynolds (Dakota del Nord)
Reynolds è un centro abitato (city) degli Stati Uniti d'America, situato fra la Contea di Traill e la Contea di Grand Forks, nello Stato del Dakota del Nord. Nel censimento del 2000 la popolazione era di 350 abitanti. La città è stata fondata nel 1881. Appartiene all'area metropolitana di Grand Forks.

## Geografia fisica
Secondo i rilevamenti dell'United States Census Bureau, la località di Reynolds si estende su una superficie di 1,70 km², tutti occupati da terre.

## Popolazione
Secondo il censimento del 2000, a Reynolds vivevano 350 persone, ed erano presenti 95 gruppi familiari. La densità di popolazione era di 202 ab./km². Nel territorio comunale si trovavano 135 unità edificate. Per quanto riguarda la composizione etnica degli abitanti, il 98,00% era bianco, lo 0,29% era nativo, lo 0,29% proveniva dall'Asia, lo 0,86% apparteneva ad altre razze e lo 0,57% a due o più. La popolazione di ogni razza ispanica corrispondeva all'1,14% degli abitanti.
Per quanto riguarda la suddivisione della popolazione in fasce d'età, il 29,4% era al di sotto dei 18, il 6,3% fra i 18 e i 24, il 32,0% fra i 25 e i 44, il 18,3% fra i 45 e i 64, mentre infine il 14,0% era al di sopra dei 65 anni di età. L'età media della popolazione era di 36 anni. Per ogni 100 donne residenti vivevano 90,2 maschi.